# Todi sotterranea
Todi sotterranea  è il complesso di cisterne, cunicoli di drenaggio e di pozzi costruiti, oltre che per approvvigionamento idrico, anche per smaltire le acque sotterranee ed evitare smottamenti e frane a Todi. Nel 1925 con la costruzione dell'acquedotto moderno, il sistema di canali sotterranei di Todi, già in gran parte in disuso, fu definitivamente dismesso e se ne è persa la memoria. Nel “Ristretto estimativo desunto dal piano di esecuzione dei lavori a riparazione delle rovine della città, cap. II°- 1858”,  conservato nell'Archivio Storico Comunale di Todi, sono indicati interventi di restauro, in esecuzione o da realizzare, in ben 4.578 metri lineari di gallerie sotterranee, (in parte disegnati poi in una mappa da Leandro Astancolle nel 1859), a questo dato andrebbero aggiunti alcuni cunicoli non conosciuti da Leandro Astancolle e scoperti nel corso delle moderne esplorazioni del Gruppo Speleologico Todi. La rete sotterranea tuderte, potrebbe sviluppare ipoteticamente per circa 5 km nella sola area del centro storico. Le nuove esplorazioni in corso da parte del Gruppo Speleologico Todi, aggiungono di anno in anno segmenti al tracciato della Todi Sotterranea.

## Storia
In epoca romana si contavano numerose cisterne tra le quali quella monumentale formata da 12 vani situata sotto Piazza del Popolo.
Per la maggior parte queste cisterne sono costruite in Opus Caementicium o muratura in pietra e laterizi.
La realizzazione dei primi cunicoli, dei pozzi e delle cisterne, si attesta nella seconda fase dell’urbanizzazione tra il II e il I sec. a.C. Dopo la caduta dell'Impero romano d'Occidente (476 d.C.), Il sistema sotterraneo, per mancanza di quella manutenzione garantita dall’amministrazione romana, probabilmente subì un lento degrado. Nel 1262 in seguito al forte incremento urbanistico, l'antico sistema idrico fu restaurato, ampliato e adeguato alle aumentate esigenze. Nei secoli successivi, fino al XVIII secolo, si conobbe un'ulteriore fase di ampliamento della rete idrica.
Nel 1859 il perito agrimensore del comune di Todi Leandro Astancolle, fu incaricato di realizzare la nuova mappa della città e vi inserì anche la rete idrica sotterranea, che lui stesso esplorò.
Le tecniche costruttive dei cunicoli variano a secondo dell’uso a cui erano destinati (drenaggio, distribuzione, adduzione, scarico), per il diverso periodo in cui sono realizzate, ma anche per la natura degli strati attraversati dalle costruzioni: nei tratti scavati nel conglomerato (strato permeabile e compatto) i cunicoli sono quasi sempre senza rivestimento, mentre se lo strato è costituito da argilla (impermeabile ed incoerente) o da terreno di riporto (permeabile e instabile) questi sono invece rivestiti e provvisti di appositi apparati drenanti.
L'intero sistema sotterraneo, dopo la mappatura di Leandro Astancolle, è stato di nuovo esplorato dal Gruppo Speleologico Todi a partire dal novembre del 1974, quando gli speleologi trovarono un vecchio ingresso del Cunicolo di San Fortunato. Nel corso dell'esplorazione venne eseguito un primo rilievo topografico. L'ultima grande scoperta, sempre del Gruppo Speleologico Todi, risale al 1994, quando fu trovata ed esplorata la cisterna romana a 12 vani nella zona adiacente a Piazza del Popolo (Via del Monte). La struttura sotterranea è parallela a quella scoperta nel 1262.
I cunicoli finora individuati sono 37 di cui 27 totalmente o parzialmente esplorati e 10 schedati ma non ancora esplorati perché attualmente impercorribili. Presentano lunghezze che variano tra i 600 m alle poche decine di metri.
I pozzi, tutti con rivestimento in muratura (pietre, laterizi con o senza intonaco) salvo qualche caso direttamente scavato nel terreno, sono stati realizzati dall’epoca romana fino al XIX secolo. La loro profondità varia da un minimo di 8 m ad un massimo di 40 m. I pozzi censiti, pubblici o di proprietà privata, sono 484 sui 600 segnalati da Astancolle. Quelli ancora attivi sono 193, riempiti da detriti o non più rintracciabili, 293. Le analisi chimiche delle acque attestano un modesto inquinamento da nitriti e nitrati;
Le cisterne ancora ispezionabili sono 35, variano per forma e dimensione e furono costruite prevalentemente in epoca romana e medioevale. Alcune assolvono ancora alla loro funzione idrica.